# Dalmatolacerta oxycephala
Dalmatolacerta oxycephala е вид влечуго от семейство Гущерови (Lacertidae).

## Разпространение и местообитание
Видът е разпространен в Босна и Херцеговина, Хърватия, Сърбия, Черна гора и вероятно в Албания. Естествените му местообитания са средиземноморска храстова растителност, скалисти райони и брегове, селски градини и градски райони.